# Comuna Ivanivka, Slavuta
Ivanivka (în ucraineană Іванівка) este o comună în raionul Slavuta, regiunea Hmelnîțkîi, Ucraina, formată din satele Ivanivka (reședința) și Puzîrkî.

## Demografie
Componența lingvistică a comunei Ivanivka
     Ucraineană (99,75%)
     Alte limbi (0,25%)
Conform recensământului din 2001, majoritatea populației comunei Ivanivka era vorbitoare de ucraineană (99,75%), existând în minoritate și vorbitori de alte limbi.